# صابرا
صابرا (به لاتین: Sabira) یک منطقه مسکونی در جمهوری آذربایجان است که در شهرستان ساموخ واقع شده‌است.